# غاز بال‌آبی
غاز بال‌آبی (نام علمی: Cyanochen cyanoptera) نام یک گونه از تیره مرغابیان است. این گونه پرنده بوم زاد اتیوپی است. غاز بال‌آبی اندازه ای به طول ۷۰سانتی‌متر دارد. زیستگاه این پرنده دریاچه‌های آب شیرین، باتلاق‌ها و چمن‌زارها می‌باشد. این گونه به علت تخریب زیستگاه یک گونه آسیب‌پذیر معرفی شده‌است.